# Вигберт (маркграф Мейсена)

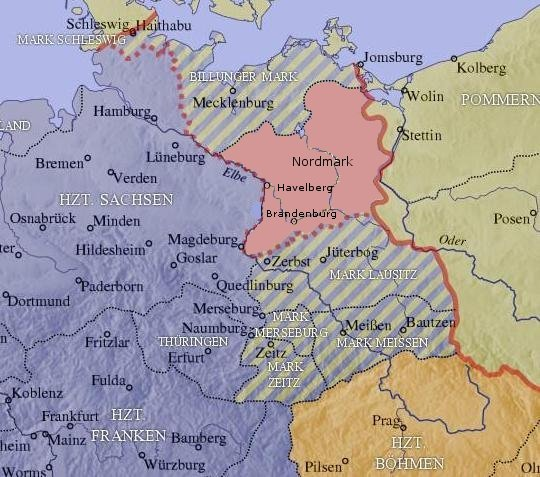
Разделение марки Герона в 965 г.

Вигберт (нем. Wigbert; умер ранее 976 года) — первый маркграф Мейсена с 965 года.

## Биография
Во время похода против славян-далеминциев король Генрих I Птицелов в 928/929 году на холме возле реки Эльба приказал возвести крепость. Она была названа по имени ручья Мейза. У подножия крепости вырос одноимённый город Мейсен.
После смерти маркграфа Восточной Саксонской марки Геро I Железного в 965 году его разросшаяся марка была разделена, в результате чего были созданы новые маркграфства.
Вигберт впервые упоминается в документе, датированном 968 годом, вместе с Виггером I и Гунтером. В этом указе император Оттон I Великий предлагал создать новое Магдебургское архиепископство. Этот акт является единственным историческим источником, доказывающим существование Вигберта. Присутствие Вигберта в этом документе косвенно указывает на то, что он стал маркграфом Мейсена, так как Виггер I стал маркграфом Цайца, а Гунтер — маркграфом Мерзебурга. Это является только предположением, так как  имя Вигберта не упоминается в других источниках. Может быть, он не управлял маркграфством Мейсен, так как в то время оно могло ещё не существовать. 
В 976 году маркграфом Мейсена упоминается Титмар I. Вероятно, к тому моменту Вигберт уже скончался.